# Кліми (Вармінсько-Мазурське воєводство)
Кліми (пол. Klimy, нім. Harnau) — село в Польщі, у гміні Кіселиці Ілавського повіту Вармінсько-Мазурського воєводства.
Населення — 264 особи (2011).
У 1975-1998 роках село належало до Ельблонзького воєводства.

## Демографія
Демографічна структура станом на 31 березня 2011 року:
|          | Загалом | Допрацездатний вік | Працездатний вік | Постпрацездатний вік |
| -------- | ------- | ------------------ | ---------------- | -------------------- |
| Чоловіки | 145     | 30                 | 100              | 15                   |
| Жінки    | 119     | 25                 | 67               | 27                   |
| Разом    | 264     | 55                 | 167              | 42                   |